# Ідан Нахміас
Ідан Нахміас (івр. עידן נחמיאס, нар. 17 березня 1997) — ізраїльський футболіст, захисник клубу «Маккабі» (Тель-Авів).
Виступав, зокрема, за клуб «Хапоель» (Кір'ят-Шмона), а також національну збірну Ізраїлю.

## Клубна кар'єра
Народився 17 березня 1997 року. Вихованець футбольної школи клубу «Хапоель» (Кір'ят-Шмона). Дорослу футбольну кар'єру розпочав 2017 року в основній команді того ж клубу, в якій провів чотири сезони, взявши участь у 114 матчах чемпіонату. Більшість часу, проведеного у складі кір'ят-шмонського «Хапоеля», був основним гравцем захисту команди.
21 червня 2021 року перейшов до складу клубу «Маккабі» (Тель-Авів). Станом на 7 червня 2023 року відіграв за тель-авівську команду 28 матчів в національному чемпіонаті.

## Виступи за збірні
2013 року дебютував у складі юнацької збірної Ізраїлю (U-17), загалом на юнацькому рівні взяв участь у 16 іграх, відзначившись одним забитим голом.
Протягом 2017—2018 років залучався до складу молодіжної збірної Ізраїлю. На молодіжному рівні зіграв у 10 офіційних матчах, забив 1 гол.
14 жовтня 2020 року дебютував в офіційних матчах у складі національної збірної Ізраїлю, вийшовши на заміну замість Орела Дгані на третій хвилині компенсованого часу другого тайму проти Словаччини (3:2).
| Дата       | Місто  | Господарі  | Результат | Гості   | Турнір                               | Голи | Примітки |
| ---------- | ------ | ---------- | --------- | ------- | ------------------------------------ | ---- | -------- |
| 14-10-2020 | Трнава | Словаччина | 2 – 3     | Ізраїль | Ліга націй УЄФА 2020-2021 - 1-й етап | -    | 90+3'    |
| Усього     |        | Матчів     | 1         |         | Голів                                | 0    |          |

## Титули і досягнення
- Чемпіон Ізраїлю (2):

«Маккабі» (Тель-Авів): 2023–24, 2024–25
- Володар Кубка Тото (2):

«Маккабі» (Тель-Авів): 2023–24, 2024–25
- Володар Суперкубка Ізраїлю (1):

«Маккабі» (Тель-Авів): 2024